# Nick Zoricic
Nick Zoricic (* 19. Februar 1983 in Sarajevo, SFR Jugoslawien als Nikola Zoričić; † 10. März 2012 in Interlaken, Schweiz) war ein kanadischer Freestyle-Skier in der Disziplin Skicross und Skirennläufer.

## Biografie
Der in Jugoslawien geborene Zoricic wanderte im Alter von fünf Jahren mit seiner Familie nach Kanada aus und wuchs in Toronto auf. Wie bei Skicrossern üblich, war er zunächst ein alpiner Skirennläufer. Im Dezember 1998 startete er erstmals zu FIS-Rennen und im Nor-Am Cup. In den Saisons 2003/04 und 2004/05 trat er zu insgesamt vier Weltcup-Slaloms an, konnte sich aber nie für den zweiten Durchgang der besten 30 qualifizieren. Mehrere Jahre suchte er vergeblich den Anschluss an die Weltspitze und wechselte 2008 zum Freestyle-Skiing.
Sein Debüt im Freestyle-Weltcup gab Zoricic am 19. Januar 2009 in Lake Placid, wo er den 61. Rang belegte. Die ersten Weltcuppunkte gewann er am 24. Februar desselben Jahres mit Platz 15 in Branäs. In der Saison 2009/10 konnte er sich nicht für die Olympischen Winterspiele 2010 in Vancouver qualifizieren. Der Durchbruch gelang Zoricic in der Weltcupsaison 2010/11. Er war nie schlechter als auf Platz acht klassiert und erzielte am 7. Januar 2011 mit Platz zwei in St. Johann in Tirol seine erste Podestplatzierung. Ein Jahr später, am 15. Januar 2012, wurde er Dritter des Weltcuprennens von Les Contamines.

### Tod
Beim Weltcuprennen am 10. März 2012 im schweizerischen Grindelwald verunglückte Zoricic schwer. Er geriet beim Zielsprung neben die Piste und prallte in die Fangnetze, wobei er ein schweres Schädel-Hirn-Trauma erlitt. Nach einem 50-minütigen Reanimationsversuch erlag er im Krankenhaus von Interlaken seinen Verletzungen.

### Privates
Sein Vater Predrag „Bebe“ Zoričić ist FIS-Trainer des Craigleith Ski Club in Kanada.

## Erfolge Freestyle
Weltmeisterschaften
- Deer Valley 2011: 8. Skicross

Weltcup
- Saison 2010/11: 5. Skicross-Weltcup
- 2 Podestplätze, 7 weitere Platzierungen unter den besten zehn

## Erfolge Alpin
- Nor-Am Cup: 16 Platzierungen unter den besten zehn
- 8 Siege in FIS-Rennen